# Comedian Harmonists (film)
Comedian Harmonists är en tysk dramafilm från 1997 i regi av Joseph Vilsmaier.

## Utmärkelser
Filmen vann Tyska filmpriset för bästa film 1998.

## Roller i urval
- Ben Becker - Robert Biberti
- Heino Ferch - Roman Cycowski
- Ulrich Noethen - Harry Frommermann
- Heinrich Schafmeister - Erich A. Collin
- Max Tidof - Ari Leschnikoff
- Kai Wiesinger - Erwin Bootz
- Meret Becker - Erna Eggstein
- Katja Riemann - Mary Cycowski
- Günter Lamprecht - Erik Charell
- Otto Sander - Bruno Levy